# George Bentinck

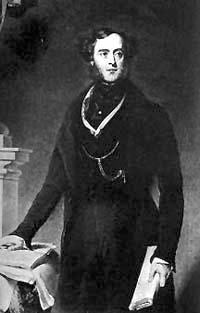
Lord George Bentinck

George Bentinck, född 27 februari 1802 och död 21 september 1848, var en brittisk statsman, brorson till Lord William Bentinck.
Bentinck ägande sig först åt militäryrket, tog avsked 1822 och var sedan under några år George Cannings privatsekreterare. Han invaldes i underhuset, men misslyckades som talare och drog sig tillbaka från politiken. Under flera år ägande han sig sedan åt kapplöpningssporten, innan han 1845 åter inträdde i politiken. Anledningen var att det protektionistiska konservativa partiet saknade ledare för att ta upp kampen med Robert Peel och hans frihandelssystem. Till allmän förvåning utsågs Bentinck, som visade sig motsvara förtroendet genom att reorganisera motståndet mot avskaffandet av "Corn-laws". Det blev dock Benjamin Disraeli som tog över och fullföljde den nydaning av det konservativa partiet som Bentinck påbörjat.